# Satellite Award/Fernsehen/Bestes Ensemble
Mit dem Satellite Award in der Kategorie Bestes Ensemble wird die herausragendste Darstellerriege einer Fernsehserie geehrt.
Seit 2005 wird diese Auszeichnung mit Unterbrechungen in den Jahren 2008 sowie 2010 und 2011 als Satellite Award for Best Ensemble – Television verliehen.
Es wird immer jeweils das Ensemble einer Fernsehserie des Vorjahres ausgezeichnet.

## Preisträger

### 2005–2009
| Jahr | Fernsehserie       | Darsteller |
| ---- | ------------------ | --- |
| 2005 | Rescue Me          | Denis Leary • Michael Lombardi • Steven Pasquale • Andrea Roth • John Scurti • Daniel Sunjata • Callie Thorne • James McCaffrey • Lenny Clarke • Charles Durning • Jack McGee • Dean Winters |
| 2006 | Grey’s Anatomy     | Justin Chambers • Eric Dane • Patrick Dempsey • Katherine Heigl • T. R. Knight • Sandra Oh • James Pickens Jr. • Ellen Pompeo • Sara Ramírez • Kate Walsh • Isaiah Washington • Chandra Wilson |
| 2007 | Mad Men            | Bryan Batt • Anne Dudek • Michael Gladis • Jon Hamm • Christina Hendricks • January Jones • Vincent Kartheiser • Robert Morse • Elisabeth Moss • Kiernan Shipka • Maggie Siff • John Slattery • Rich Sommer • Aaron Staton                                                                         |
| 2008 | keine Auszeichnung | |
| 2009 | True Blood         | Chris Bauer • Mehcad Brooks • Anna Camp • Nelsan Ellis • Michelle Forbes • Mariana Klaveno • Ryan Kwanten • Todd Lowe • Michael McMillian • Stephen Moyer • Anna Paquin • Jim Parrack • Carrie Preston • William Sanderson • Alexander Skarsgård • Sam Trammell • Rutina Wesley • Deborah Ann Woll |

### 2010–2019
| Jahr | Fernsehserie                                              | Darsteller |
| ---- | --------------------------------------------------------- | --- |
| 2010 | keine Auszeichnung                                        | |
| 2011 | keine Auszeichnung                                        | |
| 2012 | The Walking Dead                                          | Andrew Lincoln • Sarah Wayne Callies • Laurie Holden • Norman Reedus • Steven Yeun • Lauren Cohan • Chandler Riggs • Melissa McBride • Scott Wilson • Danai Gurira • Michael Rooker • David Morrissey |
| 2013 | Orange Is the New Black                                   | Taylor Schilling • Laura Prepon • Michael J. Harney • Michelle Hurst • Kate Mulgrew • Jason Biggs |
| 2014 | The Knick                                                 | Clive Owen • André Holland • Jeremy Bobb • Juliet Rylance • Eve Hewson • Michael Angarano • Chris Sullivan • Cara Seymour • Eric Johnson • David Fierro • Maya Kazan • Leon Addison Brown • Grainger Hines • Matt Frewer |
| 2015 | American Crime                                            | Felicity Huffman • Timothy Hutton • W. Earl Brown • Richard Cabral • Caitlin Gerard • Benito Martinez • Penelope Ann Miller • Elvis Nolasco • Johnny Ortiz |
| 2016 | Outlander                                                 | Caitriona Balfe • Sam Heughan • Tobias Menzies • Lotte Verbeek • Laura Donnelly • Steven Cree • Grant O’Rourke • Gary Lewis • Graham McTavish • Stephen Walters • Simon Callow • Nell Hudson • Dominique Pinon • Stanley Weber • Richard Rankin • Sophie Skelton • Andrew Gower • Rosie Day • Clive Russell • Frances de la Tour |
| 2017 | Poldark                                                   | |
| 2018 | The Assassination of Gianni Versace: American Crime Story | |
| 2019 | Succession                                                | |

### Ab 2020
| Jahr | Fernsehserie                               | Darsteller |
| ---- | ------------------------------------------ | --- |
| 2020 | The Good Lord Bird                         | Ethan Hawke • Hubert Point-Du Jour • Beau Knapp • Nick Eversman • Ellar Coltrane • Moses Brings Plenty • Jack Alcott • Joshua Caleb Johnson |
| 2021 | Succession                                 | Caitlin Fitzgerald • Brian Cox • Hiam Abbass • Jeremy Strong • Sarah Snook • Kieran Culkin • Alan Ruck • Nicholas Braun • Matthew Macfadyen • Peter Friedman • Natalie Gold • Parker Sawyers • Rob Yang • Holly Hunter • Fisher Stevens • J. Smith-Cameron • Cherry Jones |
| 2022 | Winning Time: Aufstieg der Lakers-Dynastie | John C. Reilly • Quincy Isaiah • Jason Clarke • Adrien Brody • Gaby Hoffmann • Tracy Letts • Jason Segel • Julianne Nicholson • Hadley Robinson • DeVaughn Nixon • Solomon Hughes • Tamera Tomakili • Brett Cullen • Stephen Adly Guirgis • Spencer Garrett • Sarah Ramos • Molly Gordon • Joey Brooks • Delante Desouza • Jimel Atkins • Austin Aaron • Jon Young • Rob Morgan • Sally Field • McCabe Slye |
| 2023 | Succession                                 | Brian Cox • Hiam Abbass • Jeremy Strong • Sarah Snook • Kieran Culkin • Alan Ruck • Nicholas Braun • Matthew Macfadyen • Peter Friedman • Natalie Gold • Parker Sawyers • Rob Yang • J. Smith-Cameron • Arian Moayed • Dagmara Domińczyk • Justine Lupe • David Rasche • Fisher Stevens • Alexander Skarsgård • Caitlin Fitzgerald • Holly Hunter • Cherry Jones                                            |
| 2024 | Feud: Capote vs. The Swans                 | |